# NGC 4679
NGC 4679 (другие обозначения — ESO 322-82, MCG -6-28-18, DCL 209, IRAS12447-3917, PGC 43170) — спиральная галактика с перемычкой (SBc) в созвездии Центавр.
Этот объект входит в число перечисленных в оригинальной редакции «Нового общего каталога».
В галактике вспыхнула сверхновая SN 2001cz типа Ia, её пиковая видимая звездная величина составила 14,7.